# Stepan Bandera
Stepan Andrijovyč Bandera (ukrajinsky Степан Андрійович Бандера; 1. ledna 1909, Staryj Uhryniv, Halič – 15. října 1959, Mnichov) byl krajně pravicový vůdce ukrajinského národního hnutí na západní Ukrajině v letech 1941–1959 a předseda radikálního křídla Organizace ukrajinských nacionalistů (OUN-B) a později i Ukrajinské povstalecké armády (UPA), jejíž příslušníci byli zjednodušeně označováni jako banderovci.
V roce 1939 navázal spolupráci s nacistickým Německem, se kterým měl společné zájmy proti Polsku a Sovětskému svazu (SSSR), a organizoval vojenskou jednotku spadající pod německý Wehrmacht. Napadení SSSR Německem a stažení sovětských sil využil k vyhlášení nezávislosti Ukrajiny, ale Němci byl zadržen a většinu války strávil jako vězeň politické sekce koncentračního tábora Sachsenhausen. V dubnu 1944 se na Banderu a jeho zástupce Jaroslava Stecka obrátil úředník Hlavního úřadu říšské bezpečnosti, aby projednali plány na pokračování diverze a sabotáže proti Rudé armádě. Bandera byl po dosažení dohody s německými úřady propuštěn a mohl se vrátit na Ukrajinu, kde chtěl s nacistickou pomocí bojovat proti Rudé armádě za nezávislost. V roce 1945 se uchýlil do exilu, později žil v Západním Německu, kde byl v roce 1959 zavražděn agentem KGB.
Bandera je sporná postava často z politických důvodů jednostranně hodnocená. Sovětská a poté ruská propaganda jej vykresluje jako fašistu, kolaboranta s nacisty a spojuje ho s válečnými zločiny „banderovců“, jak pak nazývá libovolného ukrajinského nacionalistu. Naopak na Ukrajině se objevuje tendence Banderu rehabilitovat a glorifikovat jako mučedníka boje za ukrajinskou nezávislost, včetně jeho sporného prohlášení za Hrdinu Ukrajiny, a tendence potírat negativní kritiku jeho činnosti. Polsko, Izrael a Rusko označují Banderu za teroristu a radikálního nacionalistu. 

## Životopis

### Mládí
Stepan Andrijovyč Bandera se narodil jako druhý ze sedmi potomků řeckokatolického kněze Andrije Bandery. Jeho matka byla dcerou kněze a zemřela roku 1922 na tuberkulózu.
Od roku 1919 studoval Bandera na ukrajinském gymnasiu ve Stryji, studia dokončil roku 1927. Již od mládí se politicky angažoval.
V polovině roku 1927 Bandera úspěšně složil závěrečné zkoušky (maturitu) na střední škole a rozhodl se vstoupit na Ekonomickou akademii v Poděbradech, ale polské úřady odmítly mladíkovi udělit pas, takže byl nucen zůstat rok doma. V letech 1927 až 1928 se Bandera věnoval kulturní, osvětové a hospodářské činnosti v rodné obci (pracoval v čítárně, vedl amatérský divadelní kroužek a pěvecký sbor, založil motoristický spolek Luh a byl jedním ze zakladatelů různých sportovních družstev v okrese).

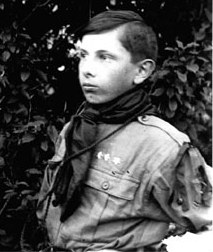
Mladý Bandera jako člen ukrajinské skautské organizace Plast v roce 1923

V září 1928 se přestěhoval do Lvova a zapsal se na agronomické oddělení Vysoké školy polytechnické, kde studoval až do roku 1933. Zabýval se běháním, plaváním, vařením piva (českého typu), cestováním a divadlem. Ve volném čase se věnoval šachům, zpíval ve sboru a hrál na kytaru a mandolínu. Nekouřil a nepil alkohol.

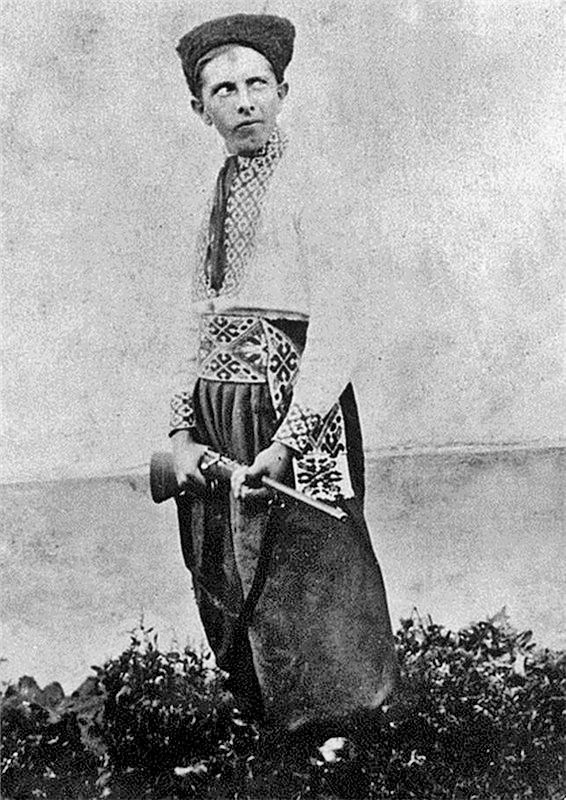
Bandera v kozáckém kroji v roce 1929

Bandera se připojil k OUN Organizace ukrajinských nacionalistů v roce 1929 a rychle stoupal na žebříčku organizace. V roce 1931 se stal hlavním důstojníkem propagandy. Na území, kterému Bandera velel, byly metodou prosazování nezávislosti mimo jiné i teroristické akce a atentáty na představitele Polska, předně však proti všem osobám podezřívaným z neloajálnosti a všem stoupencům kompromisu. Před závěrečnou zkouškou na univerzitě v roce 1933 byl Bandera zatčen a uvězněn.
Bandera byl odsouzen k smrti za účast na atentátu na polského ministra vnitra Bronisława Pierackého v roce 1934, ale rozsudek byl změněn na doživotí. V září 1939 byl v důsledku napadení Polska Německem propuštěn z věznice Bereza Kartuska a přesunut do Krakova v Němci okupované zóně Polska, kde Bandera udržoval úzké spojení s Wehrmachtem.
Z vězení uprchl nebo byl propuštěn (údaje se dosud liší).

### Během druhé světové války
Před druhou světovou válkou bylo území dnešní Ukrajiny rozděleno mezi Polsko, Sovětský svaz, Rumunsko a Československo. Před invazí do Polska v roce 1939 německá vojenská rozvědka rekrutovala členy OUN do jednotky Bergbauernhilfe a také pašovala ukrajinské nacionalisty do Polska, aby narušila polskou obranu tím, že provedla teroristickou kampaň zaměřenou na polské farmáře a Židy. Vůdci OUN Andriy Melnyk (krycí jméno Consul I) a Bandera (krycí jméno Consul II) oba sloužili jako agenti vojenské rozvědky nacistického Německa – Abwehru. Jejich cílem bylo provozovat diverzní aktivity po německém útoku na Sovětský svaz. Tato informace je součástí svědectví, které plukovník Abwehru Erwin Stolze vydal dne 25. prosince 1945 a předložil norimberským procesům se žádostí o přijetí jako důkaz.
Na jaře 1941 uspořádal Bandera schůzky s šéfy německé rozvědky ohledně vytvoření praporů „Nachtigall“ a „Roland“. Na jaře téhož roku OUN obdržela 2,5 milionu marek za podvratnou činnost uvnitř komunistického Sovětského svazu. Představitelé gestapa a Abwehru chránili Banderovy stoupence, protože je obě organizace zamýšlely využít pro své účely.
23. června 1941, jeden den po německém útoku na Sovětský svaz, Bandera poslal Hitlerovi dopis, ve kterém argumentoval pro nezávislou Ukrajinu. 30. června 1941, s příchodem nacistických jednotek na Ukrajinu, Bandera a OUN-B jednostranně vyhlásili nezávislý ukrajinský stát („Akt obnovení ukrajinské státnosti“). Provolání přislíbilo spolupráci nového ukrajinského státu s nacistickým Německem pod vedením Hitlera se závěrečnou poznámkou „Sláva hrdinské německé armádě a jejímu Führerovi Adolfu Hitlerovi“. Deklarace byla doprovázena násilnými pogromy.
Banderovo očekávání, že nacistický režim post facto uzná nezávislou fašistickou Ukrajinu jako spojence Osy, se ukázalo jako mylné. Němci také Banderovi zakázali přesun do nově dobytého Lvova, čímž omezili jeho pobyt na okupovaný Krakov. V roce 1941 se vztahy mezi nacistickým Německem a OUN-B vyhrotily do té míry, že nacistický dokument z 25. listopadu 1941 uvedl, že „banderovské hnutí připravuje povstání v Reichskommissariátu, jehož konečným cílem je zřízení nezávislé Ukrajiny. Všichni funkcionáři „banderovského“ hnutí musí být okamžitě zatčeni a po důkladném výslechu zlikvidováni“. 5. července byl Bandera umístěn do domácího vězení a později jako čestný vězeň v berlínské věznici. Dne 12. července byl také zatčen a odvezen do Berlína premiér nově vytvořené ukrajinské národní vlády Jaroslav Stecko. Přestože byli 14. července propuštěni z vazby, oba museli zůstat v Berlíně. Němci uzavřeli kanceláře OUN-B v Berlíně a Vídni a 15. září 1941 byli Bandera a přední členové OUN zatčeni gestapem.
V lednu 1942 byl Bandera převezen do zvláštní vězeňské cely koncentračního tábora Sachsenhausen (Zellenbau) pro vysoce postavené politické vězně, jako byl Horia Sima, rakouský kancléř Kurt von Schuschnigg nebo Stefan Grot-Rowecki a byl držen ve zvláštním, poměrně pohodlném vězení.
V dubnu 1944 byli Bandera a jeho zástupce Jaroslav Stetsko osloveni úředníkem Hlavního úřadu říšské bezpečnosti, aby projednali plány na diverze a sabotáže proti sovětské armádě. V září 1944 byl Bandera německými úřady propuštěn a byl mu povolen návrat na Ukrajinu v naději, že se spojí s OUN-M a budou obtěžovat sovětská vojska, která v té době uštědřila Němcům velké porážky. Německo se snažilo spolupracovat s OUN a dalšími ukrajinskými vůdci. Podle Richarda Breitmana a Normana Gody v Hitlerově stínu to Bandera a Stetsko odmítli udělat a v prosinci 1944 uprchli z Berlína na jih.
V únoru 1945 na konferenci OUN-B ve Vídni byl Bandera jmenován představitelem vedení zahraničních jednotek OUN (Zakordonni Chastyny OUN nebo ZCh OUN). Na únorovém zasedání OUN na Ukrajině byl Bandera znovu zvolen vůdcem celé OUN. Vedení rozhodlo, že Bandera se nevrátí na Ukrajinu, ale zůstane v zahraničí a bude dělat propagandu pro věc OUN. Roman Šuchevyč, další nacionalista OUN, odstoupil jako vůdce OUN a stal se vůdcem OUN na Ukrajině.

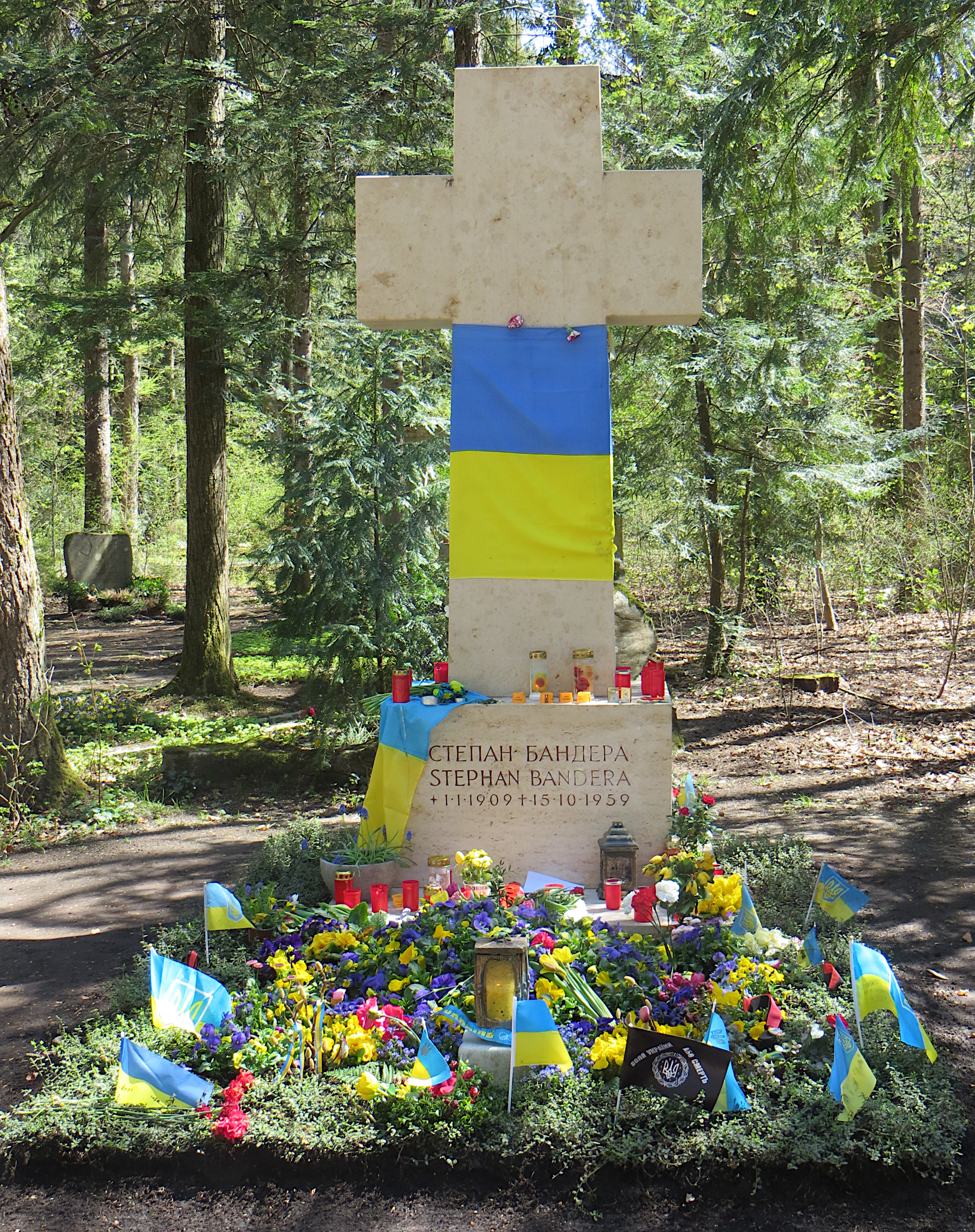
Hrob Stephana Bandery na hřbitově Waldfriedhof v Mnichově

### Exil v Německu
Bandera žil od roku 1946 v exilu v Německu, kde se nadále politicky angažoval zejména proti SSSR. Poválečná léta byla pro jeho rodinu obtížná, protože sovětské tajné služby lovily nejen samotného vůdce národního hnutí, ale i jeho děti. Do roku 1948 rodina změnila své bydliště šestkrát: Berlín, Innsbruck, Seefeld in Tirol, Mnichov, Hildesheim a Starnberg. Nakonec se kvůli potřebě dát dceři Natalii dobré vzdělání rodina v roce 1954 přestěhovala do Mnichova. Rodiče se snažili před Natálkou utajit činnost jejího otce, aby dívku neohrozili, na což později vzpomínala ve svých pamětech.
Banderu 15. října 1959 ve vchodu jeho domu v ulici Kreittmayrstraße zavraždil agent KGB Bogdan Stašinskyj pomocí kyanidu, jímž byl Bandera zasažen do obličeje. Stalo se tak na příkaz šéfa KGB Alexandra Šelepina a Nikity Chruščova. Německý nejvyšší soud v Karlsruhe konstatoval, že za smrt Bandery nese vinu vláda Sovětského svazu, což se po pádu SSSR potvrdilo. Bandera byl pohřben v Mnichově. Jeho hrob byl poškozen dne 17. srpna 2014 neznámými vandaly, kteří poničili 1,8 metrů velký kříž.

## Kritika a ocenění

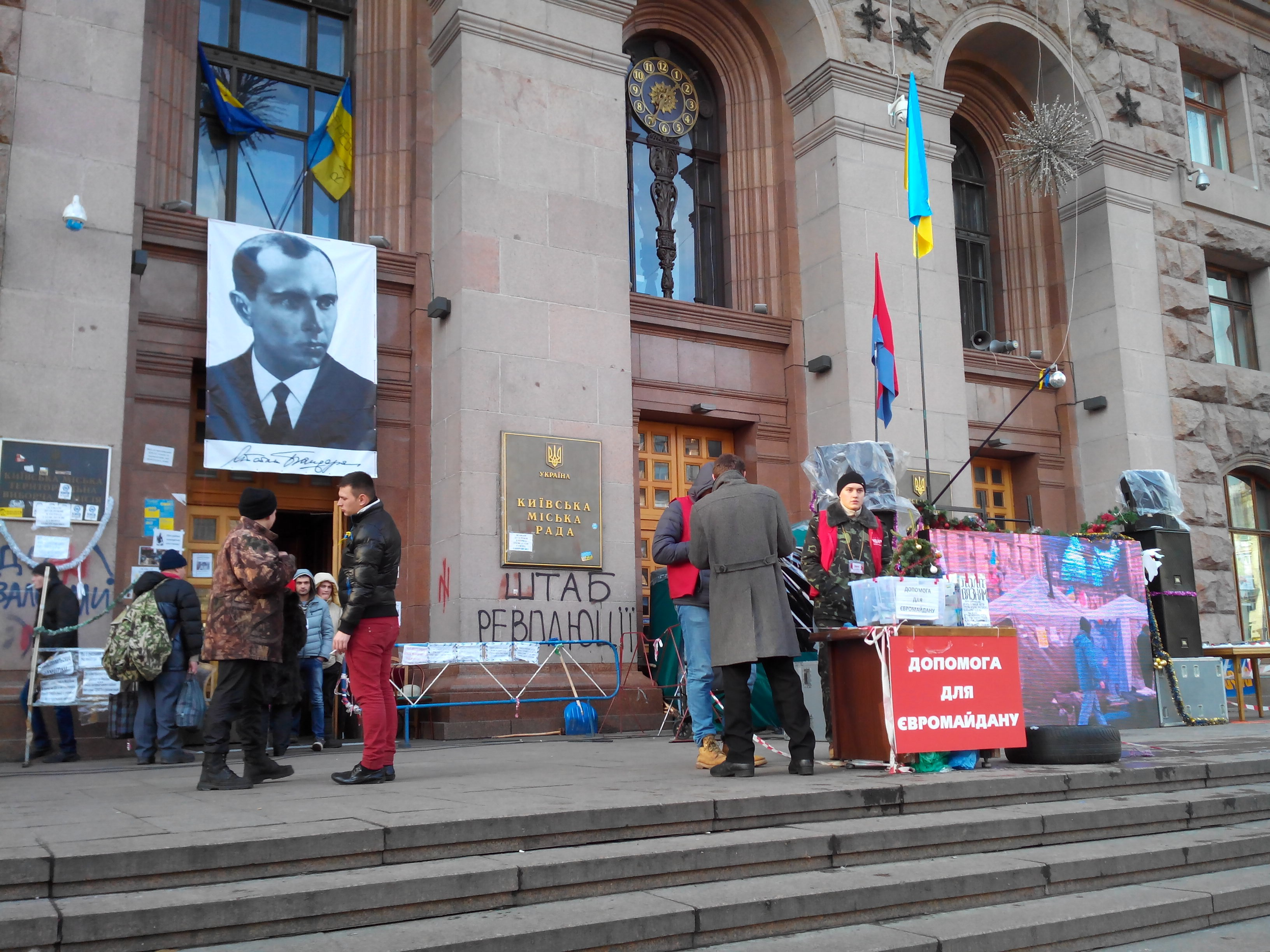
Hlavní štáb Euromajdanu v budově obsazené kyjevské radnice, 14. ledna 2014

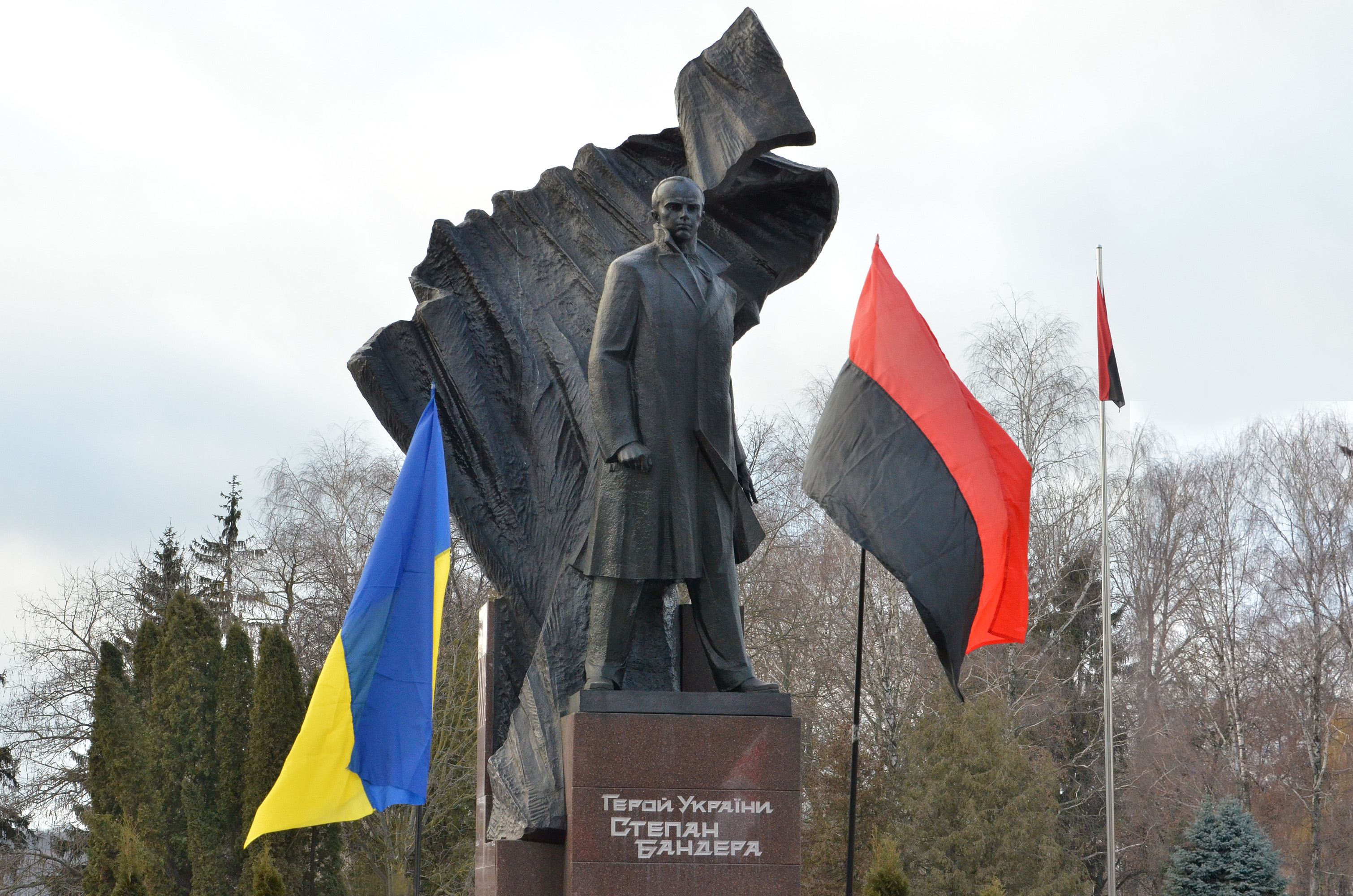
Pomník Stepana Bandery v Ternopilu

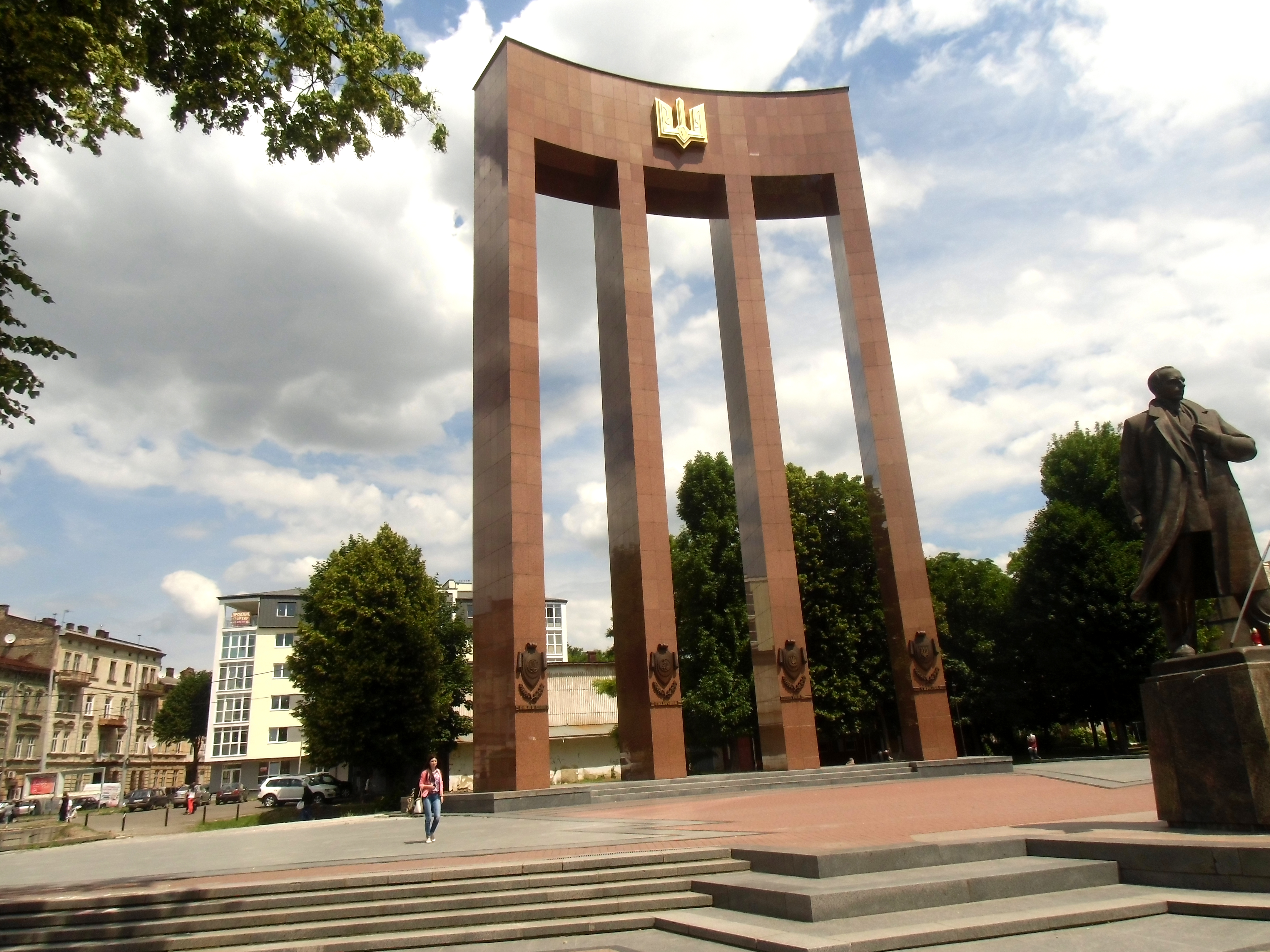
Pomník Stepana Bandery ve Lvově

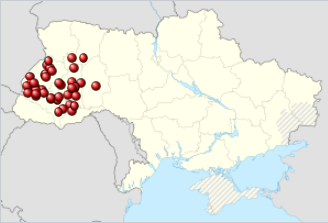
Místa na Ukrajině, kde se v období 1991-2015 nacházelo 42 Banderových pomníků

Dne 22. ledna 2010 byl Bandera oceněn titulem Hrdina Ukrajiny za „obranu národní ideje a boj za nezávislý ukrajinský stát“. Ocenění předal ukrajinský prezident Viktor Juščenko do rukou vnuka Stepana Bandery. Samotné předání ocenění bylo tvrdě kritizováno Evropským parlamentem, Izraelem a Ruskem, jehož tisková agentura ITAR-TASS oznámila, že „ozbrojenci z UPA mají na svědomí množství zločinů, mezi nimi vyvraždění víc než 100 000 Poláků, Čechů a Židů v západní Volyni“. Udělení titulu odsoudili a označili za provokaci také představitelé slovenských protifašistických a odbojových organizací a Sdružení vězňů nacistických koncentračních táborů. Ocenění bylo odsouzeno i Centrem Simona Wiesenthala a Studentskou unií francouzských Židů. Dne 25. února 2010 také Evropský parlament kritizoval rozhodnutí Juščenka ocenit titulem Hrdina Ukrajiny Banderu a vyjádřil naději, že by to mohlo být znovu přehodnoceno.
Ředitel polského Ústavu národní paměti Karol Nawrocki, který byl v roce 2025 zvolen prezidentem Polska, prohlásil, že by se glorifikace Bandery měla v Polsku trestat. Polští historici odhadují, že na Volyni a v Haliči bylo v letech 1943–1945 jednotkami UPA povražděno až 100 000 polských civilistů (Volyňský masakr), dalších půl milionu Poláků z oblasti uprchlo.
Historik Tomáš Jakl z Vojenského historického ústavu prohlásil, že banderovci měli podporu na Východním Slovensku mezi obyvateli a až na některé nepatrné výjimky tam nedocházelo ze strany banderovců k nějakým útokům na civilní obyvatelstvo. Podle svědků docházelo k útokům na slovenské Židy, kteří přežili holokaust. Předsedkyně české Konfederace politických vězňů Naděžda Kavalírová ocenění Bandery uvítala slovy na adresu Viktora Juščenka: „zaplaťpánbůh za to, že učinil ten krok“. Posmrtné ocenění titulem Hrdina Ukrajiny bylo Banderovi v lednu 2011 odebráno Doněckým okresním soudem. Stížnosti proti tomuto rozhodnutí byly Vyšším správním soudem Ukrajiny zamítnuty, a potvrdily tak odebrání ocenění.
V dubnu 2015 ukrajinský parlament schválil zákon, který udělil Banderovi a některým členům OUN a UPA status bojovníků za svobodu Ukrajiny. Ukrajinský prezident Petro Porošenko označil bojovníky UPA za „příklad hrdinství a vlastenectví na Ukrajině.“
V červenci 2016 byla Moskevská třída v Kyjevě (při severním okraji parku Kurenivka) přejmenována na Banderovu, podle ní jsou pojmenovány i tramvajové a autobusové zastávky u jejího západního konce. Ulice Stepana Bandery se nacházejí také v městech a obcích Sambir, Sudova Vyšňa, Novojavorivsk, Novyj Kalyniv, Schidnycja, Truskavec, Lvov, Staryj Sambir, Sambir, Poliana (Sambirský rajón), Drohobyč, Horodok, Rudky, Zymna Voda, Komarno, Stryj, Sokilnyky, Obroshyne, Ščyrec, Velykyj Ljubiň, Ivano-Frankove, Boryslav, Mykolajiv (Stryjskyj rajón), Javoriv, Mukačeov, Belz, Duliby, Skole, Slavske a mnoha dalších, v Drohobyči je po něm pojmenován park i gymnázium, ve městě Dnipro ulice i tramvajová zastávka, v obci Ržyščiv škola č. 1 atd.
Na západní Ukrajině se nachází přes 42 Banderových pomníků.
Průzkum, který začátkem května 2021 provedla Nadace Demokratické iniciativy společně se sociologickou službou Centra Razumkov, ukázal, že 32 % dotázaných Ukrajinců považovalo Banderovu činnost jako historické postavy za pozitivní pro Ukrajinu. Podle průzkumu převládal pozitivní postoj v západní části Ukrajiny (70 %); v centrální části státu považovalo jeho činnost za pozitivní 27 % respondentů, a v jižních a východních regionech Ukrajiny vnímalo jeho činnost pozitivně 11 % respondentů. Po ruské invazi na Ukrajinu Banderova popularita mezi Ukrajinci prudce vzrostla, přičemž podle průzkumu Ukrajinské výzkumné organizace z dubna 2022 ho vnímalo pozitivně 74 % Ukrajinců. Historik Vjačeslav Lichačev řekl deníku Haaretz, že pro veřejné povědomí na Ukrajině je na Banderovi důležité pouze to, že bojoval za ukrajinskou nezávislost, a ostatní detaily nejsou důležité, zejména v kontextu událostí po roce 2014, kdy boj za ukrajinskou nezávislost nabyl na důležitosti.

## Rodina
- Otec: Fr. Andriy Bandera, (11. prosince 1882 – 10. července 1941), řeckokatolický kněz, byl farářem ve vesnici Staryi Uhryniv. Pocházel z města Stryi. Koncem května 1941 zatčen Sověty za ukrývání člena OUN a převezen do Kyjeva. Dne 8. července byl odsouzen k trestu smrti a popraven 10. července.
- Matka: Miroslava Bandera, (1890–1921) pocházela ze starobylé kněžské rodiny Hlodzinských (dcera řeckokatolického faráře z obce Stará Uhrynova).
- Bratři: Alexander (25. března 1911 – konec července 1942), Vasilij (12. února 1915 – 21. července 1942 ), Bogdan (4. dubna 1919 – ?). Byli zatčeni Němci a posláni do koncentračního tábora Osvětim, kde je v roce 1942 údajně zabili polští spoluvězni.
- Sestry: Marta-Maria (22. června 1907 – 13. listopadu 1982), Vladimíra (10. března 1913 – 11. července 2001), Oksana (22. prosince 1917 – 24. prosince 2008). Jeho sestry byly v roce 1941 zatčeny NKVD a poslány do gulagu na Sibiři. Obě byly v roce 1960 propuštěny bez nároku na návrat na Ukrajinu.
- Děti: Natalia (26. května 1941 – 13. ledna 1985), Andrij (16. května 1946 – 19. července 1984), Lesya (27. srpna 1947 – 16. srpna 2011).
- Vnučky: Bohdana a Elena.
- Vnuk: Stepan Andrijivich Bandera (1969), narozený ve Winnipegu (Kanada), vystudoval Kolumbijskou univerzitu. V současné době pracuje jako novinář stejně jako jeho otec, který dával články kanadským-anglicky psaným novinám Ukrainian Echo.